# 遠彌計赤蜂之亂
遠彌計赤蜂之亂是指1500年琉球國石垣島大濱（今八重山群島石垣市大濱）的豪族遠彌計赤蜂（一作「於屋計赤蜂」或「掘川原赤蜂」）起兵反抗琉球國王的事件。尚真王旋即派遣3000人的軍隊鎮壓，首謀者被誅。

## 戰爭經過
根據《中山世譜》的記載，1388年，宮古島酋長與那霸勢頭豐見親前往中山王國，向中山王察度朝貢；不久，八重山島酋長亦向中山朝貢。此後，每年都向中山朝貢。到了尚真王在位期間，八重山島東部的酋長遠彌計赤蜂逐漸強大，連年不向琉球王府朝貢。該島的另一位酋長長田大主勸其歸順琉球王府，其弟那禮當、那禮重利二人遭其殺害，長田大主頁被迫逃亡到西表島。
宮古島酋長仲宗根豐見親與遠彌計赤蜂不睦，遠彌計赤蜂欲進攻宮古。仲宗根豐見親便向琉球王府報告，聲稱遠彌計赤蜂欲謀反。弘治13年（1500年）庚申，尚真王命大里親雲上等九員大將，率3000人共36支戰船，以仲宗根豐見親為向導前往討伐。二月初二自那霸港出發，十三日至八重山島。長田大主亦乘小船前來迎接。
遠彌計赤蜂得知琉球軍隊到來，召集了自己的屬民，宣佈：「中山大兵來侵我境，汝等能奮鋭氣速出迎戰。若人違令怠惰，依法立斬，不敢寬饒焉。」又發檄文要求各地豪族前來支援。屬民皆響應其號召，唯獨明宇底獅子嘉殿不從，被遠彌計赤蜂謀害而死。石垣島川平的豪族仲間滿慶山拒絕了他的要求，遭其謀殺。
遠彌計赤蜂率軍，背靠險峻的山，面朝大海，擺下陣勢；又派祝女數十名前去施用法術。遠彌計赤蜂奮勇當先親自出戰，大里親雲上疑有詐術，便將四十六艘分為兩隊：一隊攻登野城，一隊攻新河。遠彌計赤蜂首尾不能相應。王府軍乘勢攻擊，遠彌計赤蜂軍大敗，降者無數。遠彌計赤蜂被擄伏誅，其妻古乙姥亦被殺。大里親雲上另立酋長，凱旋而歸。此後八重山群島依舊向琉球王府朝貢。

## 腳註
1. ↑  阿波根真五郎，